# Gerkan, Marg und Partner
Gerkan, Marg und Partner német építésziroda. 
Az építészirodát 1965-ben alapították Meinhard von Gerkan és Volkwin Marg építészek.
Két hamburgi és egy berlini telephelyen kívül további letelepedési helyek találhatók Aachenben, Pekingben, Sanghajban, Sencsenben és Hanoiban.

## Galéria

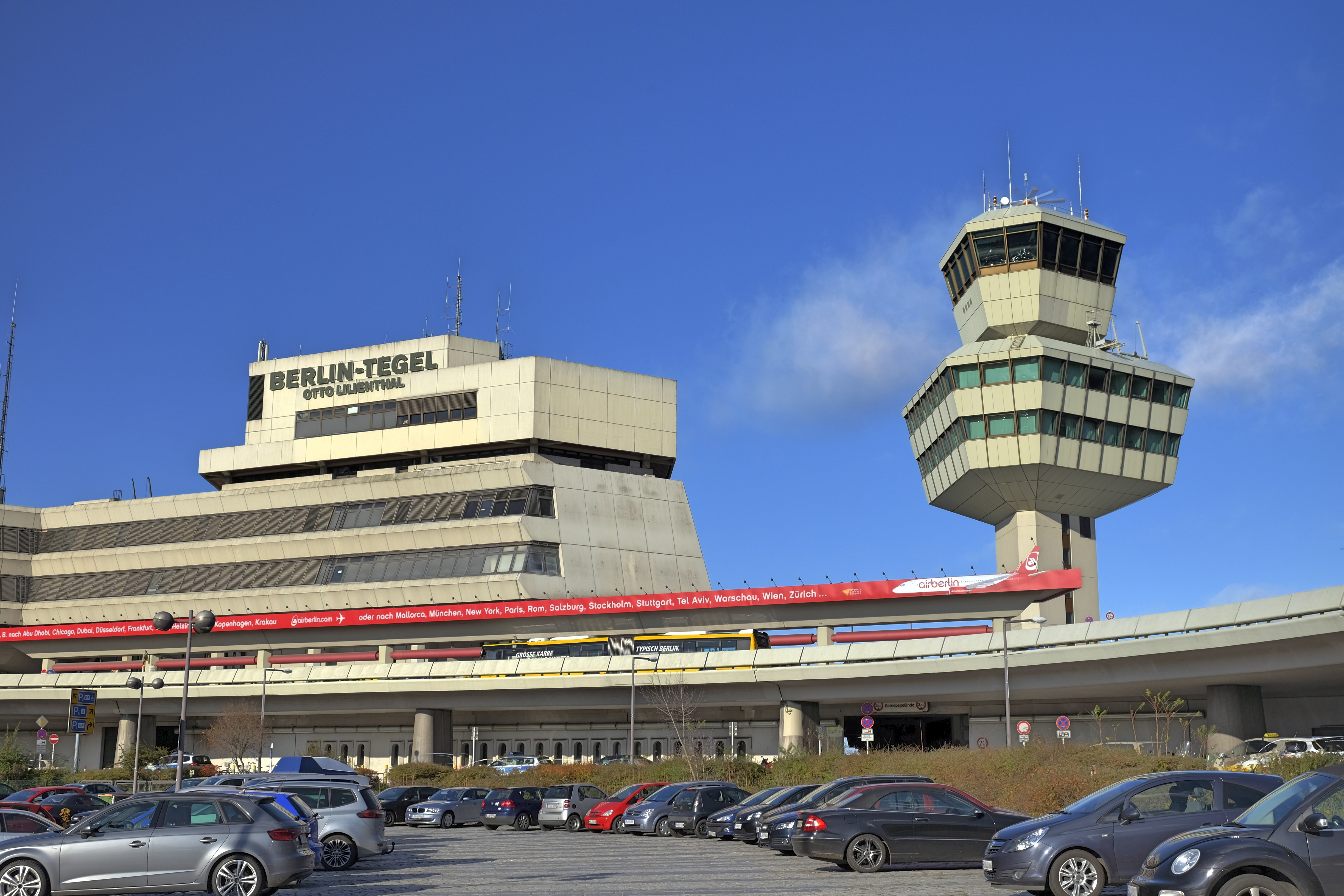
Flughafen Berlin-Tegel
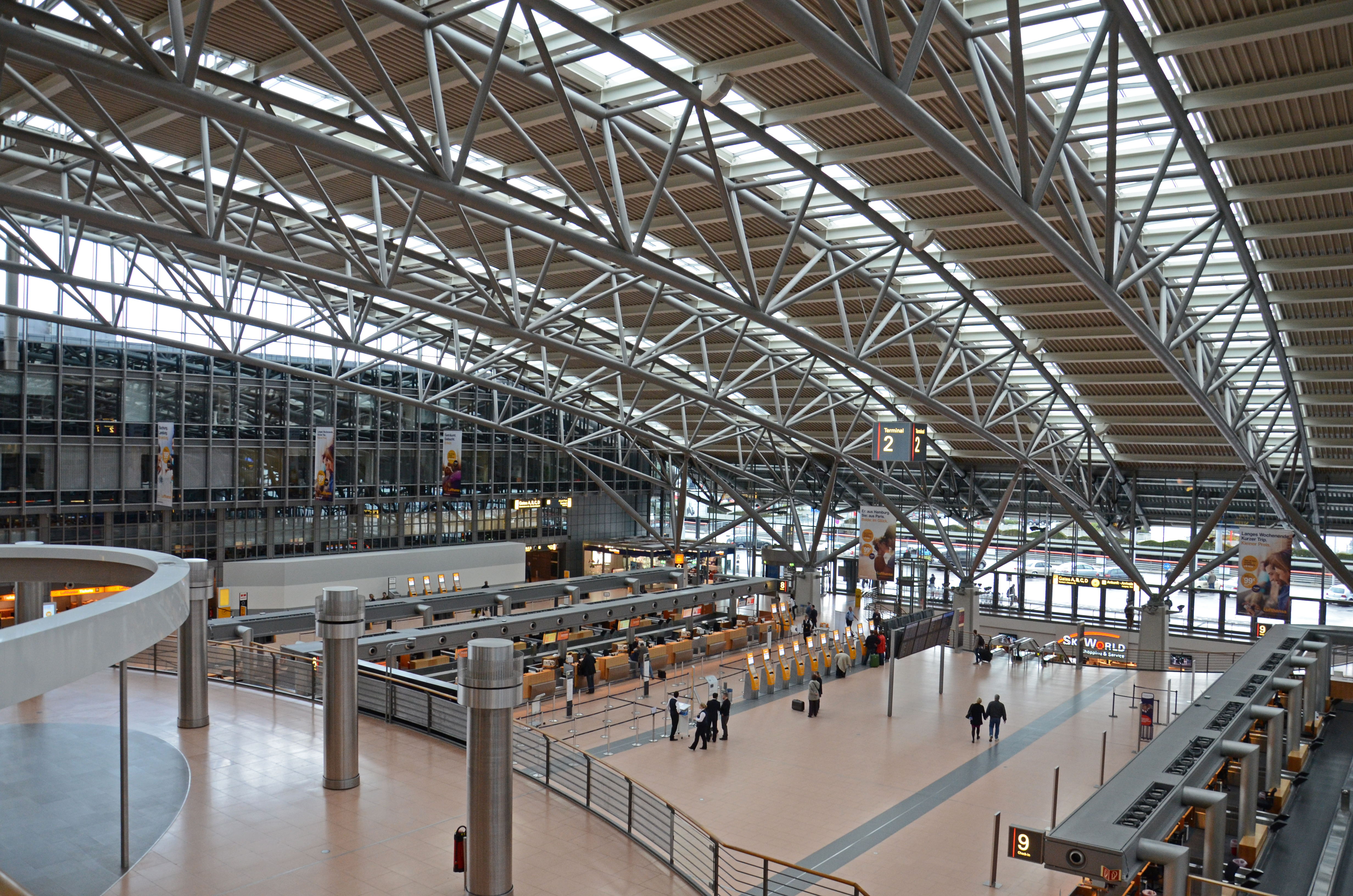
Flughafen Hamburg, Terminal 2
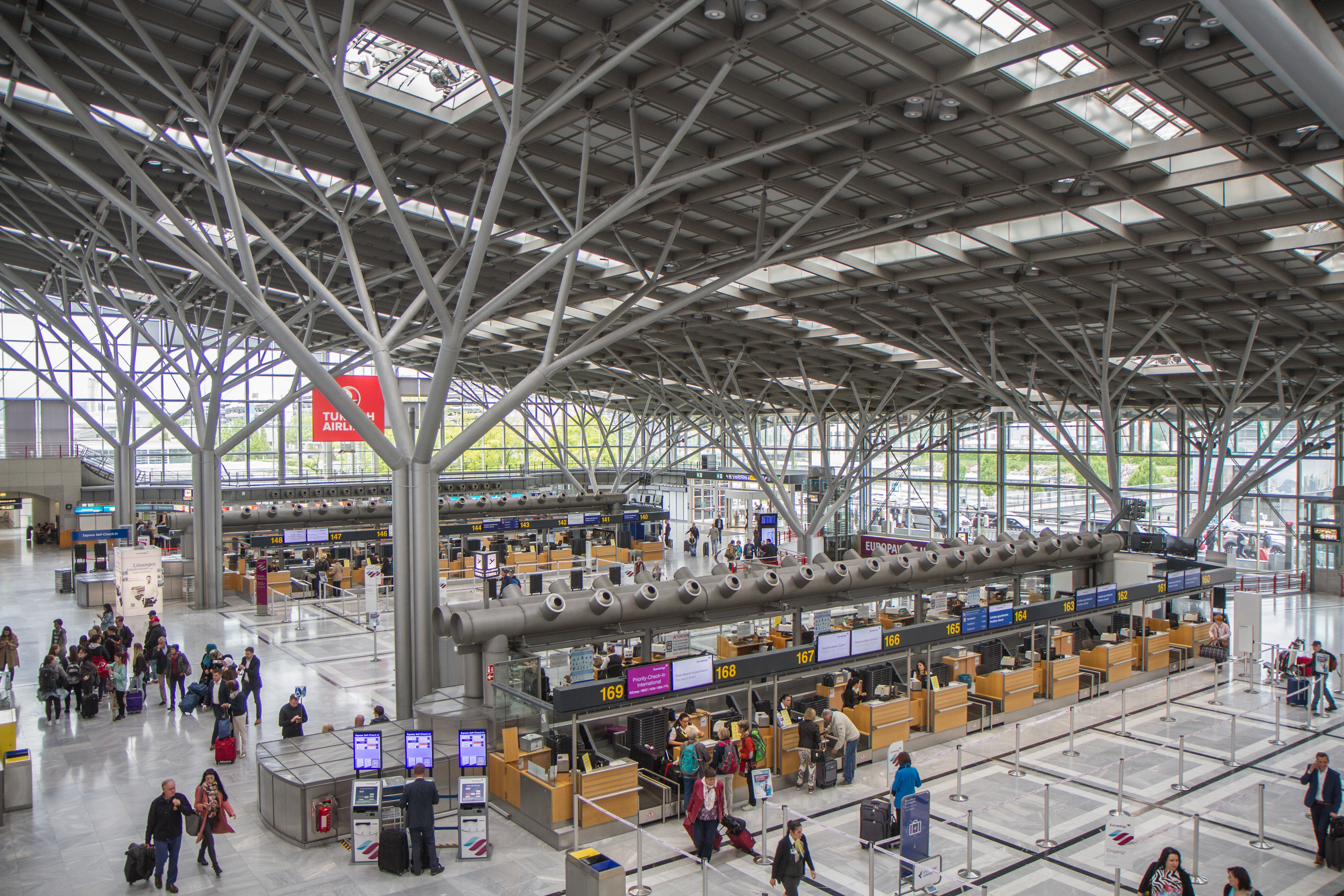
Flughafen Stuttgart
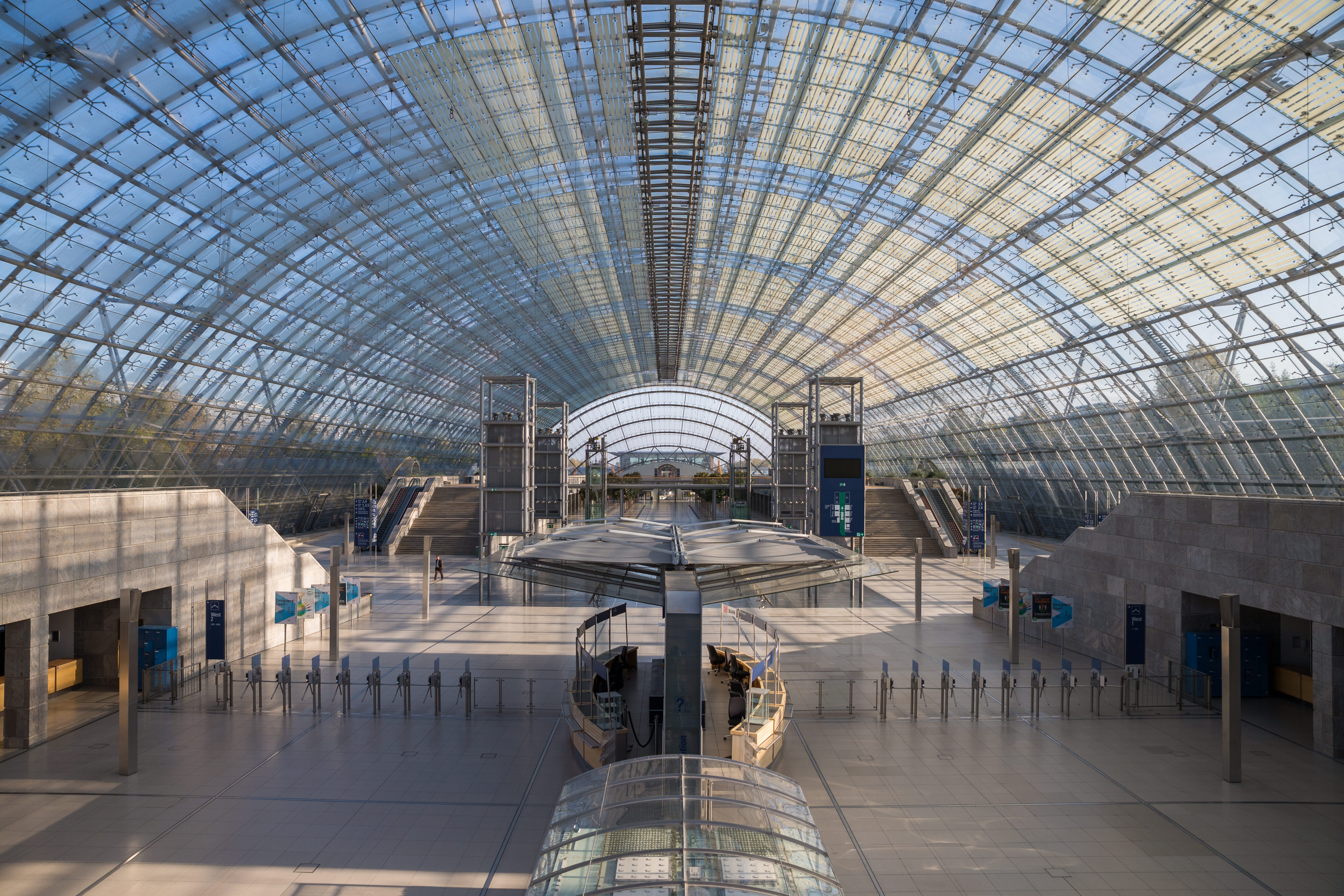
Neue Messe Leipzig
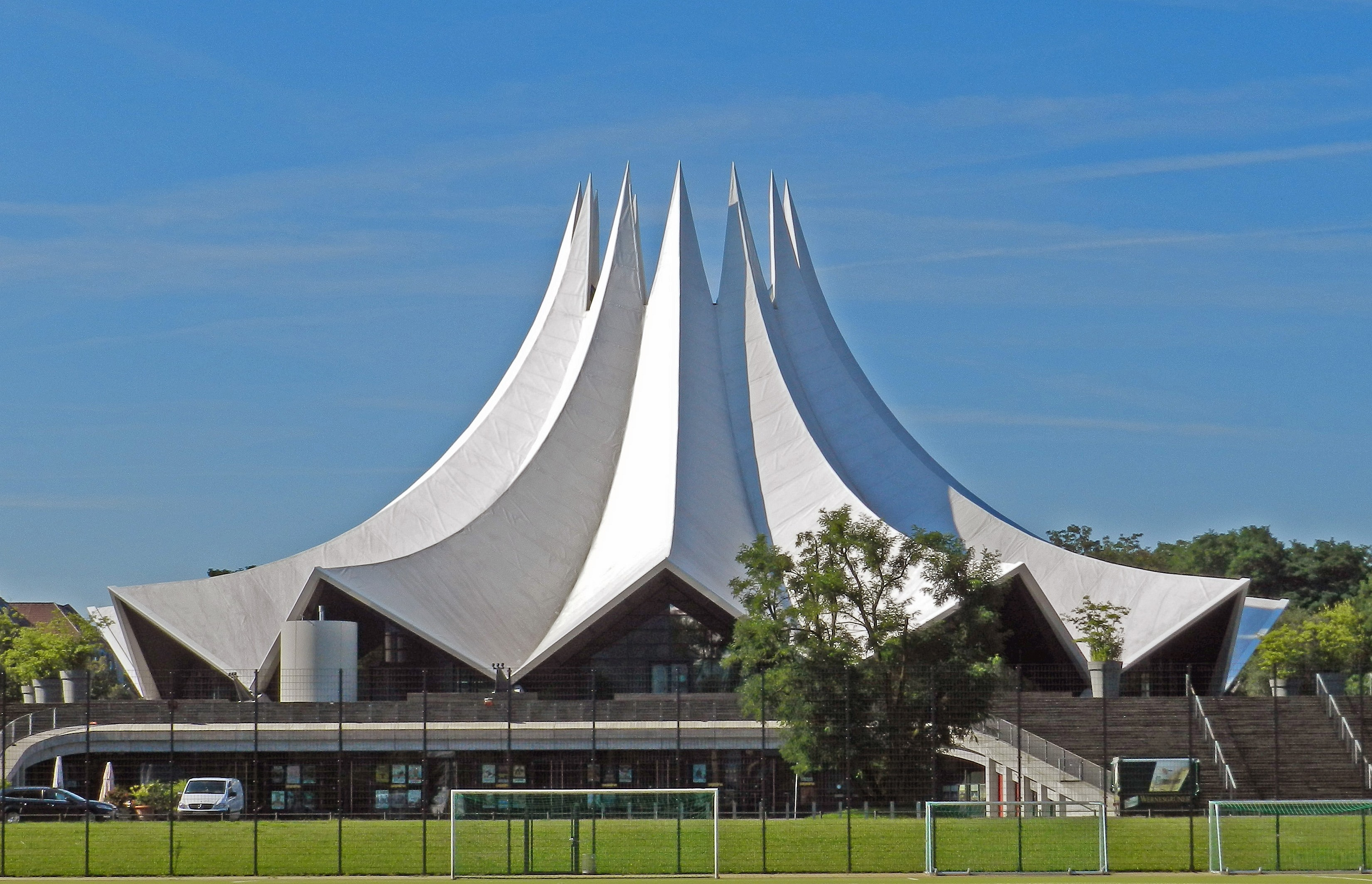
Tempodrom
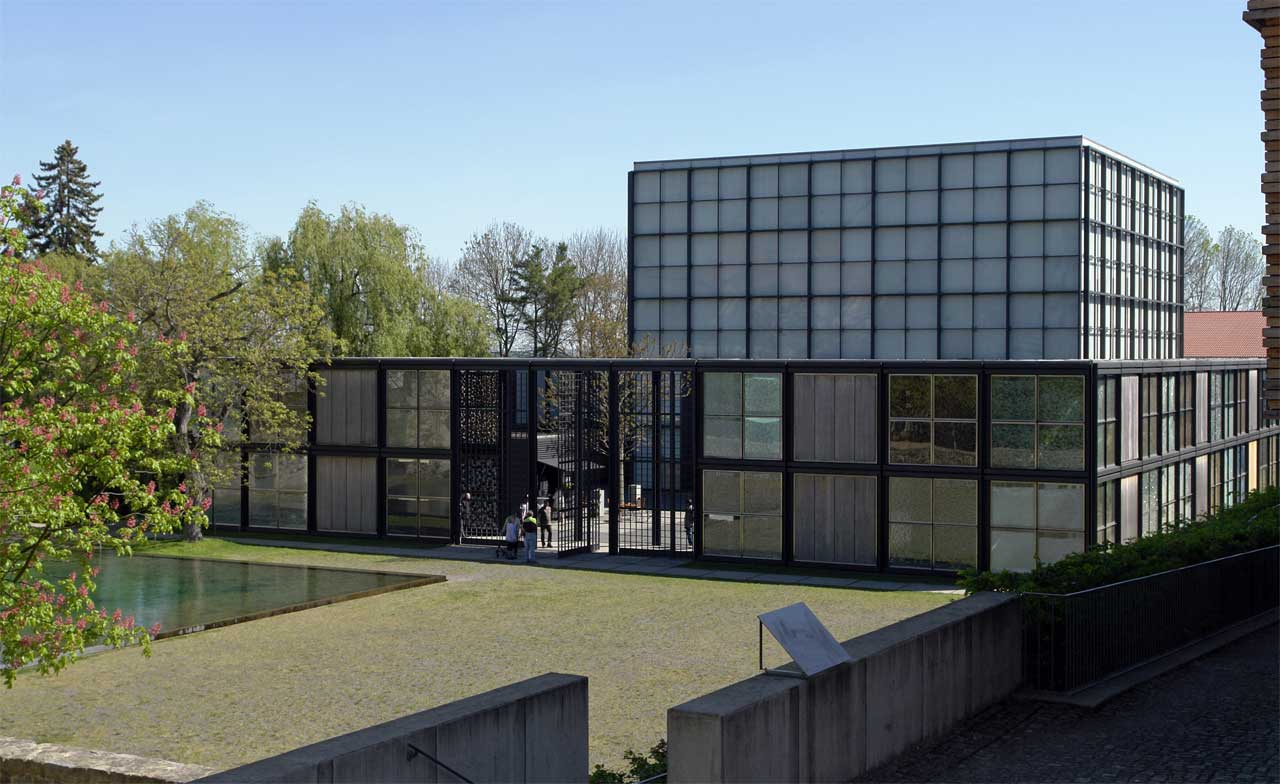
Christus-Pavillon
Olympiastadion Berlin, átépítés és új tető
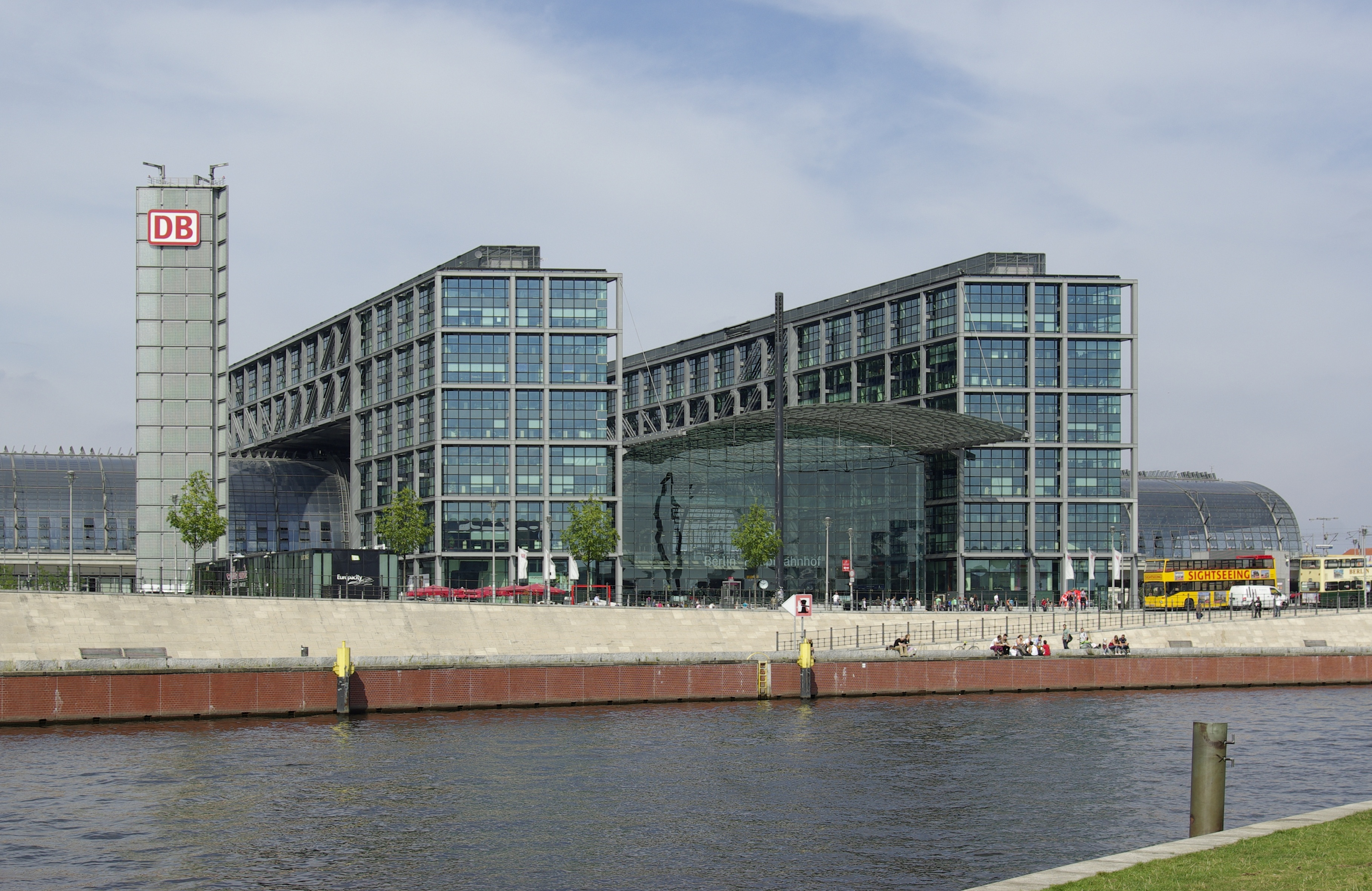
Berlin Hauptbahnhof
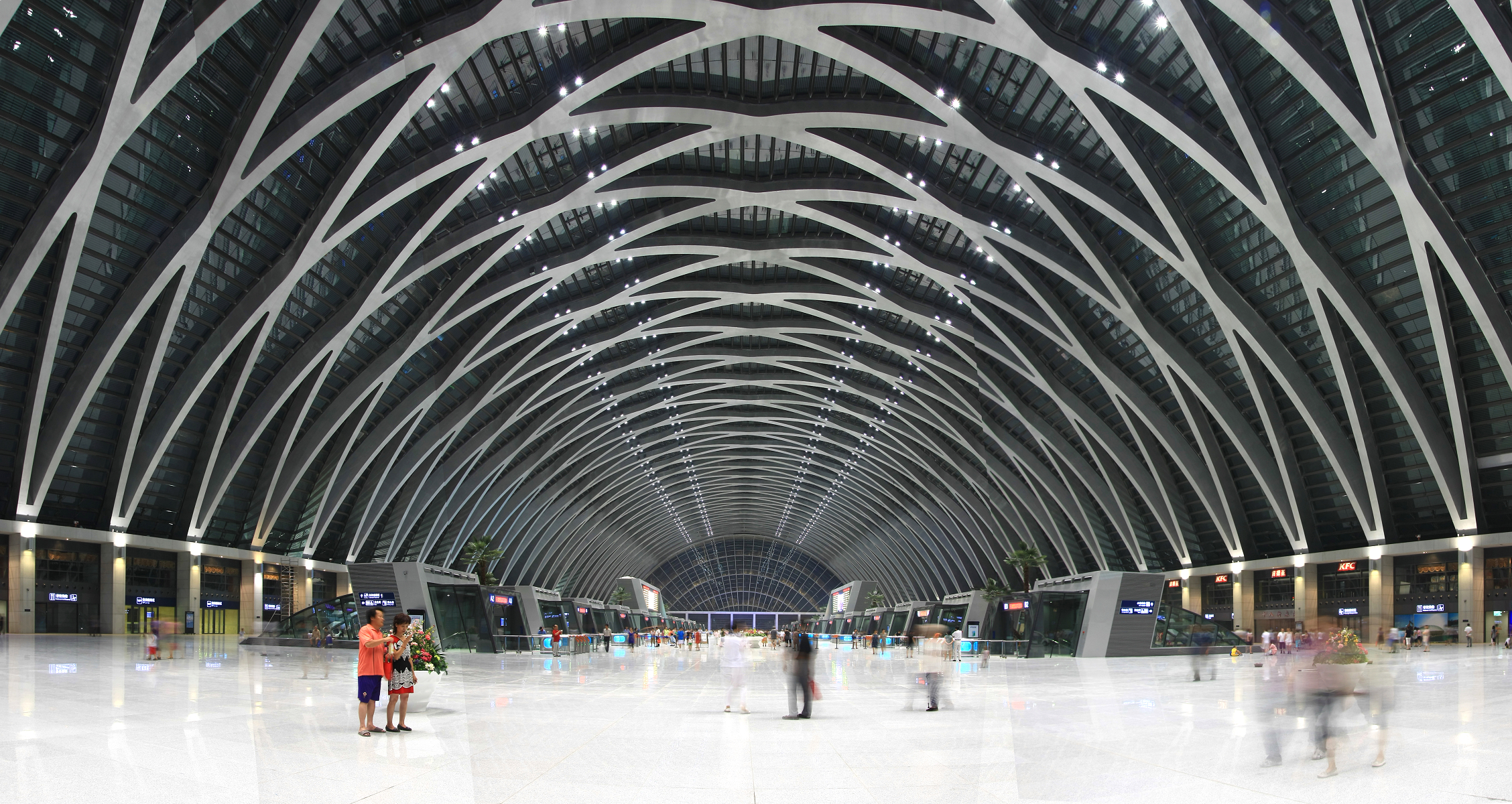
Tiencsin Nyugati pályaudvar
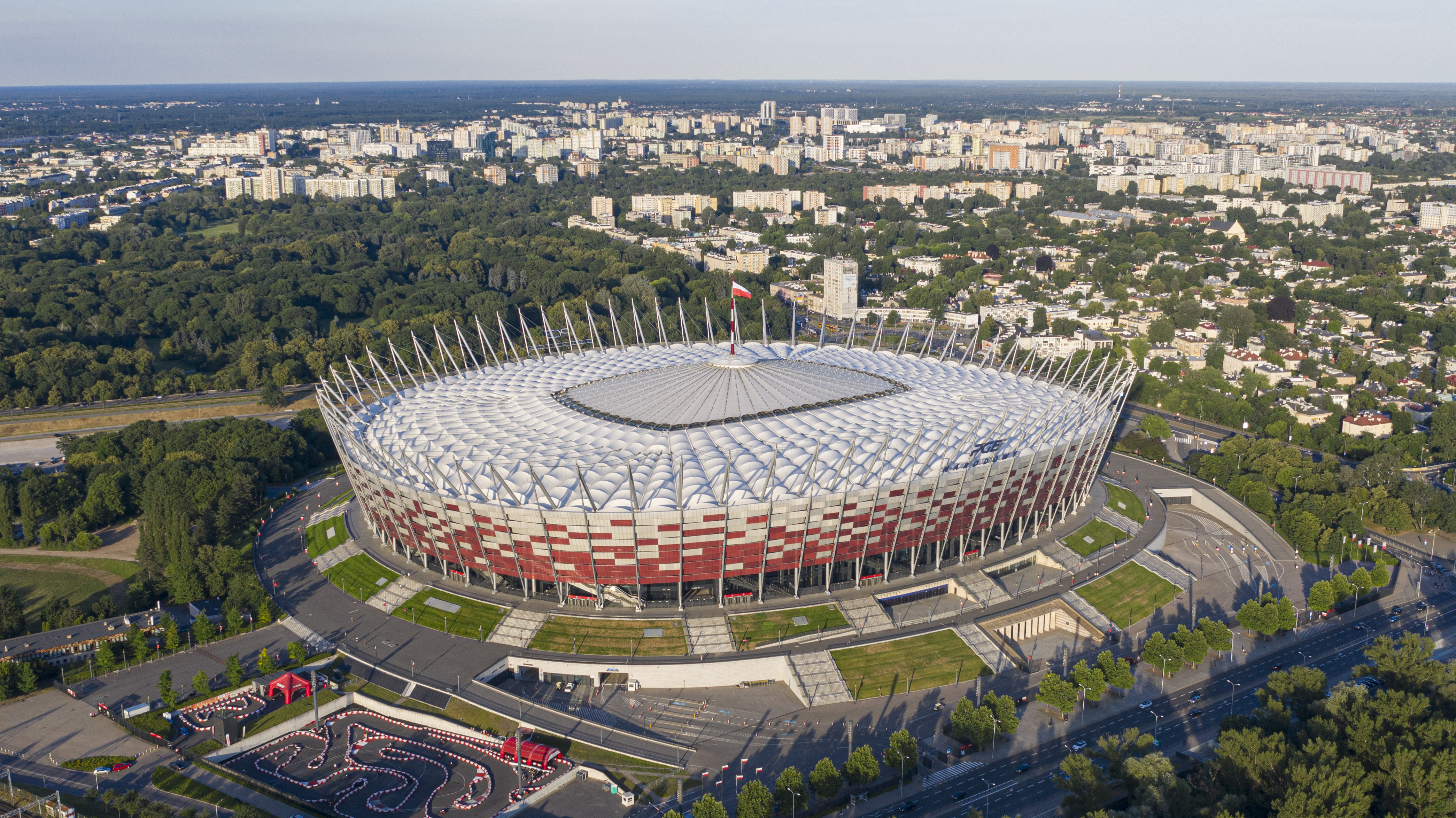
Nemzeti Stadion (Varsó)
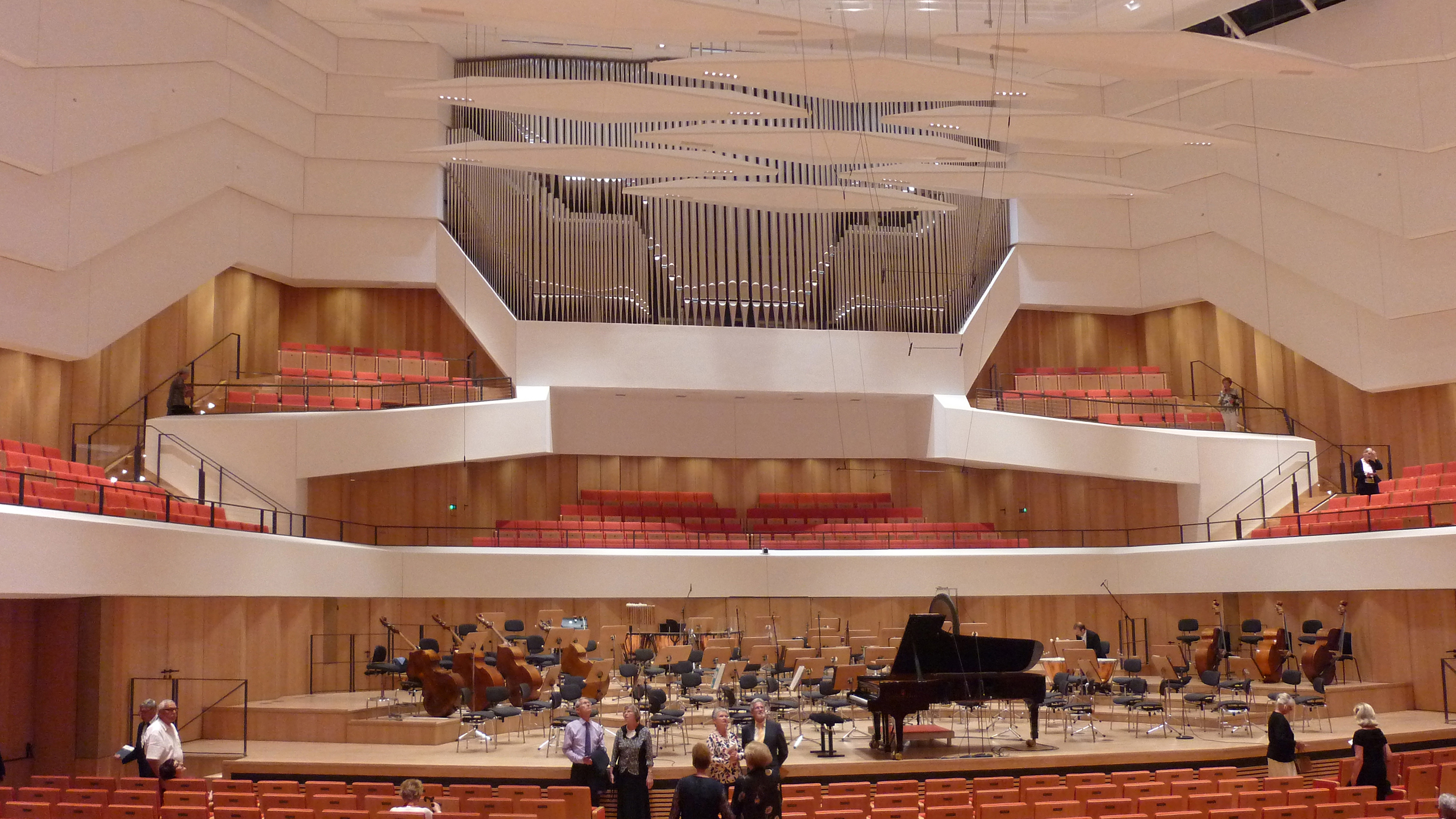
Konzertsaal im Kulturpalast Dresden
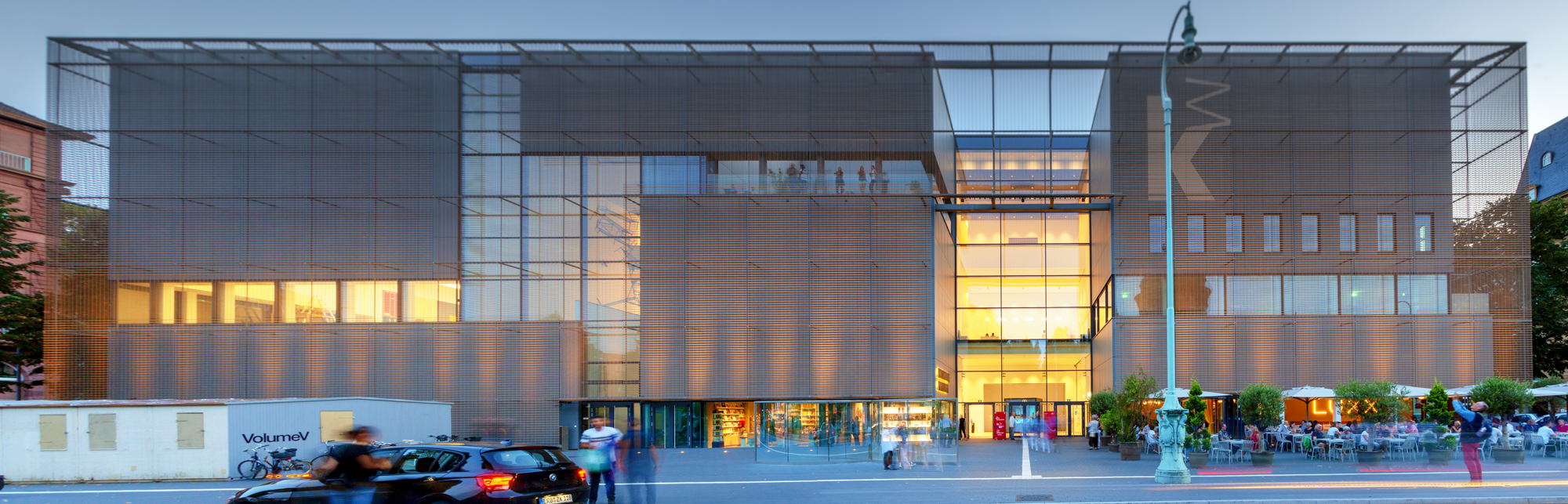
Kunsthalle Mannheim
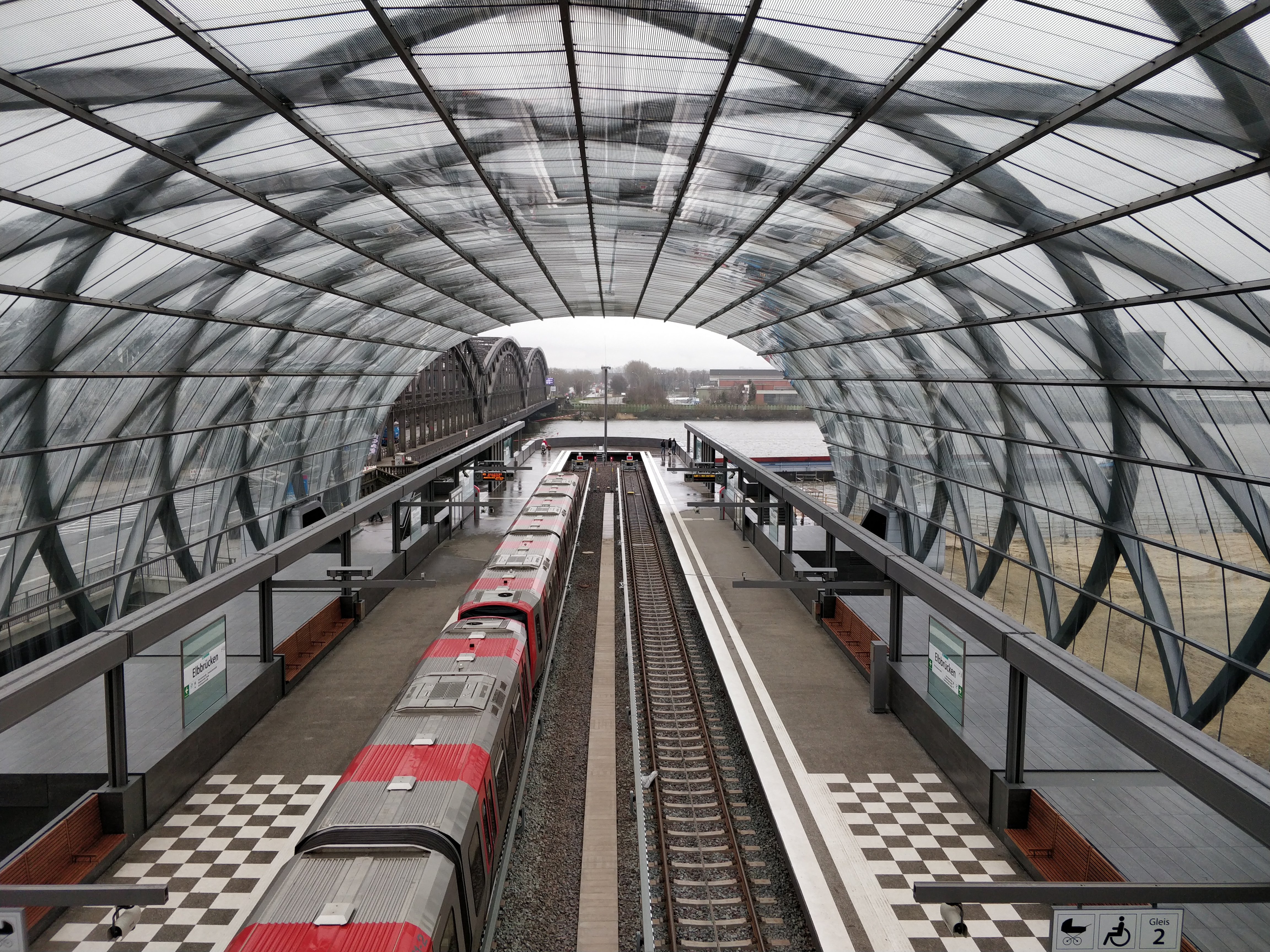
Hamburg Elbbrücken állomás(wd)
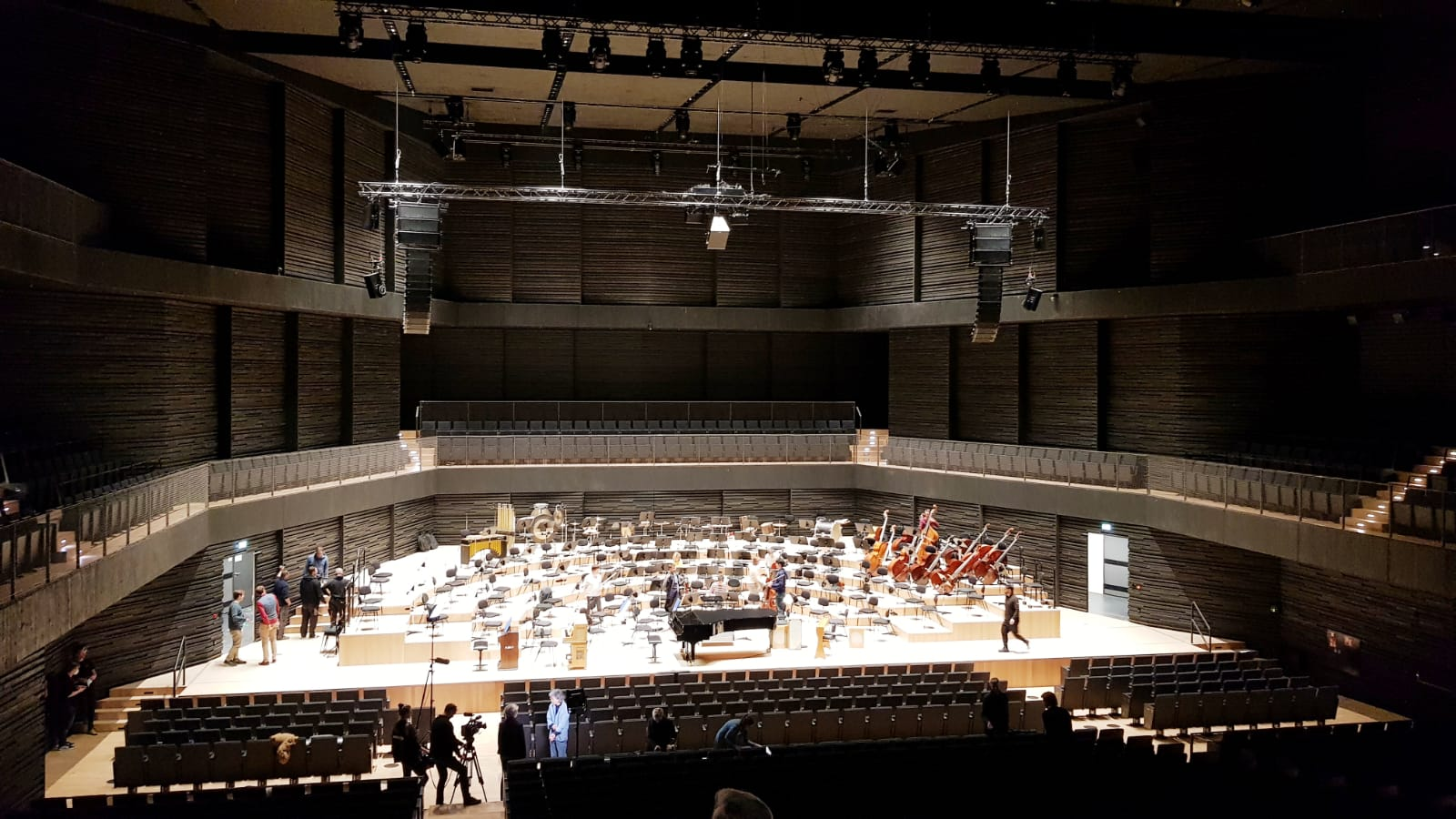
Isarphilharmonie München

## Fordítás
- Ez a szócikk részben vagy egészben  a   Gerkan, Marg und Partner című német Wikipédia-szócikk fordításán alapul.  Az eredeti cikk szerkesztőit annak laptörténete sorolja fel. Ez a jelzés csupán a megfogalmazás eredetét és a szerzői jogokat jelzi, nem szolgál a cikkben szereplő információk forrásmegjelöléseként.